# Рудник (гміна, Красноставський повіт)
Гміна Рудник (пол. Gmina Rudnik) — сільська гміна у східній Польщі. Належить до Красноставського повіту Люблінського воєводства.
Станом на 31 грудня 2011 у гміні проживало 3305 осіб.

## Площа
Згідно з даними за 2007 рік площа гміни становила 88.40 км², у тому числі:
- орні землі: 86.00%
- ліси: 9.00%

Таким чином, площа гміни становить 7.77% площі повіту.

## Населення
Станом на 31 грудня 2011:
| Опис     | Загалом | Загалом | Чоловіки | Чоловіки | Жінки | Жінки |
| -------- | ------- | ------- | -------- | -------- | ----- | ----- |
| одиниця  | осіб    | %       | осіб     | %        | осіб  | %     |
| все      | 3305    | 100     | 1641     | 49.65    | 1664  | 50.35 |
| міське   | 0       | 100     | 0        |          | 0     |       |
| сільське | 3305    | 100     | 1641     | 49.65    | 1664  | 50.35 |

## Сусідні гміни
Гміна Рудник межує з такими гмінами: Ґошкув, Ізбиця, Неліш, Сулув, Туробін, Жулкевка.